# José García Garnero
José García Garnero fue un militar español.

## Biografía
Militar profesional, se diplomó en Estado Mayor. Llegó a tomar parte en la guerra del Rif.
Tras el estallido de la Guerra civil se mantuvo fiel a la República, integrándose más adelante en el Ejército Popular de la República. Alcanzaría el grado de teniente coronel. En agosto de 1937 fue designado jefe del XIII Cuerpo de Ejército, en el frente de Teruel, puesto que mantuvo hasta comienzos de 1938. Según Carlos Engel, entre septiembre y octubre de 1937 también habría ejercido la jefatura de Estado Mayor del XXI Cuerpo de Ejército. En julio de 1938 fue nombrado jefe de Estado Mayor del XXIV Cuerpo de Ejército, unidad de reserva del Grupo de Ejércitos de la Región Central. Se mantendría en este puesto hasta finales de ese año.

## Obras
- —— (1936). Nociones de topografía, cartografía y astronomía. Barcelona: Gustavo Gili.